# Чиланзар

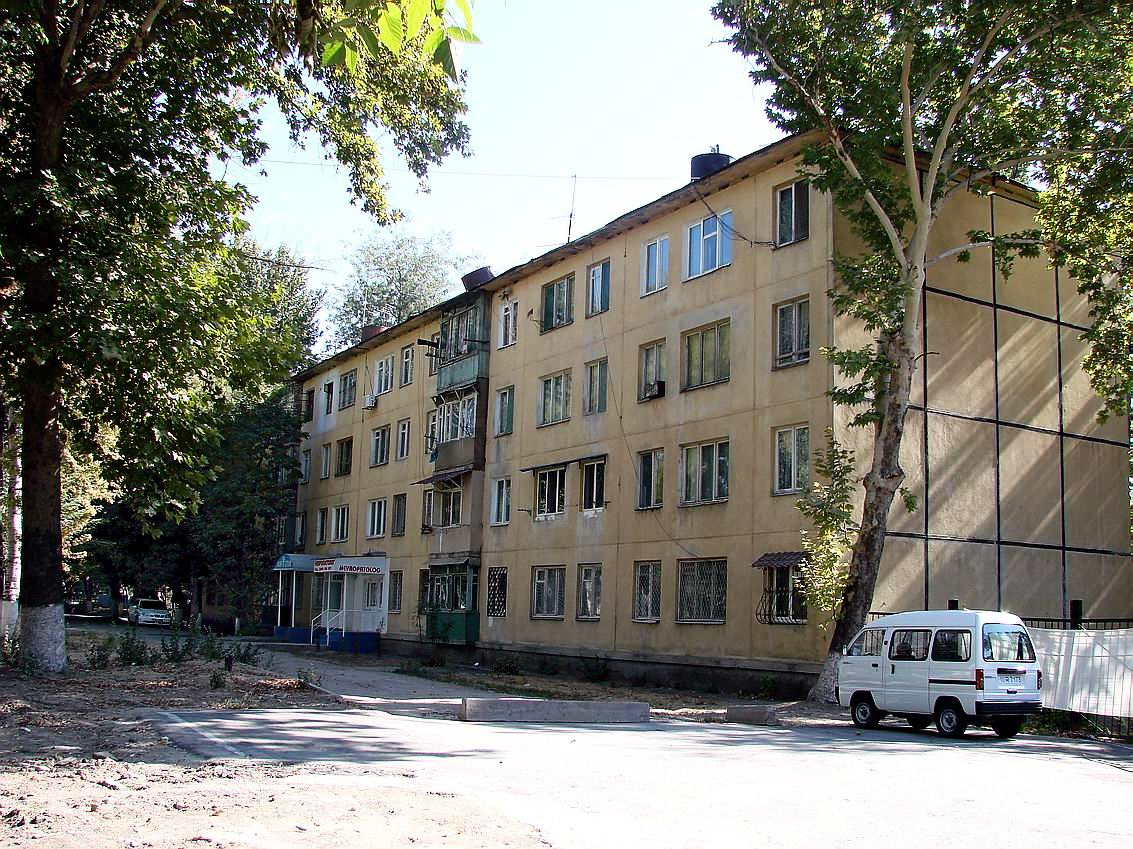
Ташкент. Один из трёх первых панельных домов, построенных в Ташкенте французскими строителями. Район Текстиля напротив начала улицы Мукими.

Чиланза́р (Чилонзор) (узб. Chilonzor) — жилой массив в юго-западной части современного Ташкента. Массив расположен сразу в двух районах города Чиланзарском и Учтепинском.

## История
Первые многоэтажные дома строились на участке улицы Мукими, сразу после бани № 8 (ныне вместо неё ресторан) и по улице Пионерской (ныне Арнасайской), угол которых определил будущий 1-й квартал (микрорайон) Чиланзара. В 1956—1958 годах, самый престижный, 1-й квартал Чиланзара застраивался четырёхэтажными кирпичными домами с просторной планировкой квартир и высокими (до 3,5 м.), потолками. Ныне эти дома находятся по улице Пионерской и вдоль улицы Гагарина. Далее, в эпоху всеобщей минимизации строительства в СССР, строили пятиэтажные дома, но уже  с экономичной планировкой квартир и низкими потолками, которые принято называть хрущёвскими. В телевидении, в печатной прессе и в просторечии район Чиланзар в начале 1960-х годов в Ташкенте называли «Ташкентские Черёмушки», по аналогии с первыми микрорайонами массовой застройки в Москве в середине 50-х годов XX века; в том числе и панельными домами.

## Происхождение названия «Чиланзар»
О названии — Чиланзар — в научных кругах существуют различные мнения. Одна из версий связывает появление этого названия с зарослями чилона — лекарственной разновидности дикой джиды, терпкие оранжевые ягоды которой напоминают маленькие финики. Вся местность к юго-западу от города была засажена этим растением.
Есть версия, что название Чилонзор могло произойти от слова Чинорзор — роща прекрасных чинар. Такое видоизменение слова могло произойти при неточном переписывании старых рукописей, поскольку арабское начертание этих слов очень схоже.
Также существует предположение, что слово «Чиланзар» на одном из местных диалектов означает не только заросли чилона, но и вообще «окраинные», то есть находящиеся за межой земли, какими, вероятно, и были в своё время заболоченные пустоши к юго-западу от средневекового Ташкента.

## Микрорайоны Чиланзара
Исторически сложилось, что микрорайоны Чиланзара нумеровались и не имели своих названий до начала 1960-х годов нумерация домов будущих 1-2-3 кварталов была сквозная. В 1962 году началась нумерация кварталов. При этом первоначально, они среди проживающего там русскоязычного, и в том числе, местного населения, именовались не микрорайоны, а секторы или кварталы, со стилистически неправильным ударением на первом слоге слова.
Таким образом, в конце 1950-х — начале 1960-х годов сначала были построены 1-й и 2-й кварталы Чиланзара.

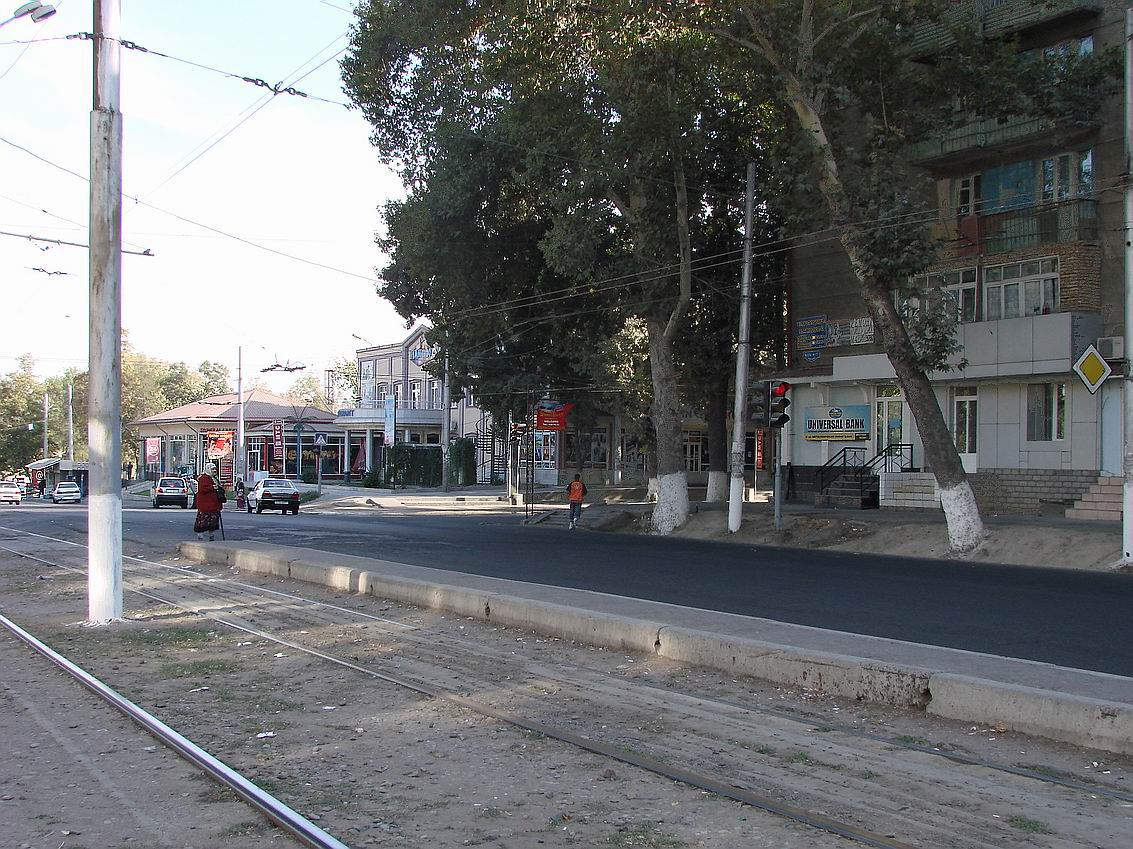
Ташкент. Сентябрь 2007 года. Угол улиц Мукими и Арнасайской (бывшей Пионерской). Один из первых жилых домов, построенных в Ташкенте на 1-м квартале Чиланзара. При сравнении этого изображения с предыдущей фотографией этого же места, сделанной почти 50 лет назад, хорошо видно некоторые изменения внешнего вида зданий.

На 3-м квартале Чиланзара в начале 60-х годов XX века в Ташкенте было развёрнуто массовое строительство многоэтажных (сначала четырёхэтажных, а впоследствии пятиэтажных) жилых домов. Первые дома в этом месте строились под техническим руководством французских инженеров и архитекторов — авторов этой серии жилых домов, документация на которые была приобретена во Франции. Был построен Парк 40-летия комсомола Узбекистана  и станция метро  50-летия СССР . После распада страны, в первые годы независимости Узбекистана, когда названия, относящиеся к советской символике, были переименованы, станция метро и парк стали носить имя Мирзо Улугбека. Впоследствии, парк в третий раз переименовали в Парк имени Гафура Гуляма.
После землетрясения были построены 23, 24, 25 и 26-й кварталы Чиланзара. В конце 1980-х были построены последние кварталы Чиланзара — 30 и 31. Впоследствии новые микрорайоны Чиланзара стали получать и собственные имена, например, «массив Кызыл Шарк» (ныне Гулистан), «массив Аль-Хорезми» (изначально Алгоритм) (1, 2 квартал), «массив Изза» (около Ташкентской кольцевой автомобильной дороги). Постройки на этих кварталах были панельные, появились 5- и 9-этажные дома известной во всем городе 77-серии. Все последние кварталы отделены от основной части массива Чиланзар махаллёй (домами частной застройки). В частности, большая махалля расположена между этими кварталами и 20-м кварталом Чиланзара (который, в свою очередь, расположен недалеко от станции метро «Олмазор»).
Помимо цифровой нумерации имеются также кварталы с буквенным обозначением: квартал Ц (расположен к западу от нового стадиона «Миллий», ранее «Бунёдкор», в этом же квартале расположены хокимият и налоговая инспекция Чиланзарского района, что определяет наличие литеры Ц(ентральный) в названии квартала); квартал Е (расположен между 3-м и 5-м кварталами вдоль проспекта Бунёдкор (бывшего проспекта Дружбы Народов); квартал И (расположен к северу от квартала Е, по другую сторону улицы Мукими), квартал Г-9а (где находится Фархадский рынок и Университет мировых языков).
Ныне Чиланзар является одним из самых больших и благоустроенных районов города.